# Musei provinciali altoatesini
I principali musei distribuiti sul territorio della Provincia autonoma di Bolzano sono riuniti sotto l'egida dell'ente Musei provinciali altoatesini (in tedesco Südtiroler Landesmuseen, in ladino Musei provinziai de Südtirol), istituito il 22 settembre 2003. L'ente riunisce nove musei provinciali fondati tra il 1976 ed il 2012 nei settori dell'archeologia, delle scienze naturali, dell'industria mineraria, dell'etnografia, della storia e cultura ladina e dello sviluppo turistico.
L'ente, con sede a Bolzano, è nato con la finalità di tutelare e diffondere la varietà culturale e la storia naturale e sociale del territorio provinciale, attraverso modalità di rappresentazione e trasmissione moderne ed efficaci, per permettere sia al mezzo milione di abitanti sia ai numerosi vacanzieri di toccare con mano l'evoluzione naturale e sociale della zona e scoprire l'affascinante patrimonio storico-culturale dell'Alto Adige.
Le istituzioni museali hanno sede a Bolzano, Merano, Caldaro sulla strada del vino, Teodone di Brunico, Castel Wolfsthurn a Mareta (Mareit), Ćiastel de Tor a San Martino in Badia e Forte di Fortezza a Fortezza. Il Museo delle miniere ha la sua amministrazione centrale a Racines ed è dislocato in diversi siti: Cadipietra (Steinhaus) e Predoi in Valle Aurina, Masseria (Maiern) in Val Ridanna e San Leonardo in Passiria (queste ultime due valli sono divise dal Monteneve, al cui interno si snodano le gallerie della miniera).
A Castel Tirolo si trova un ulteriore museo provinciale, dedicato alla cultura e alla storia locali. Si tratta di un museo che costituisce un ente a sé, tuttavia rimane legato ai Musei provinciali altoatesini da un intenso rapporto di collaborazione.

## Museo Archeologico dell'Alto Adige

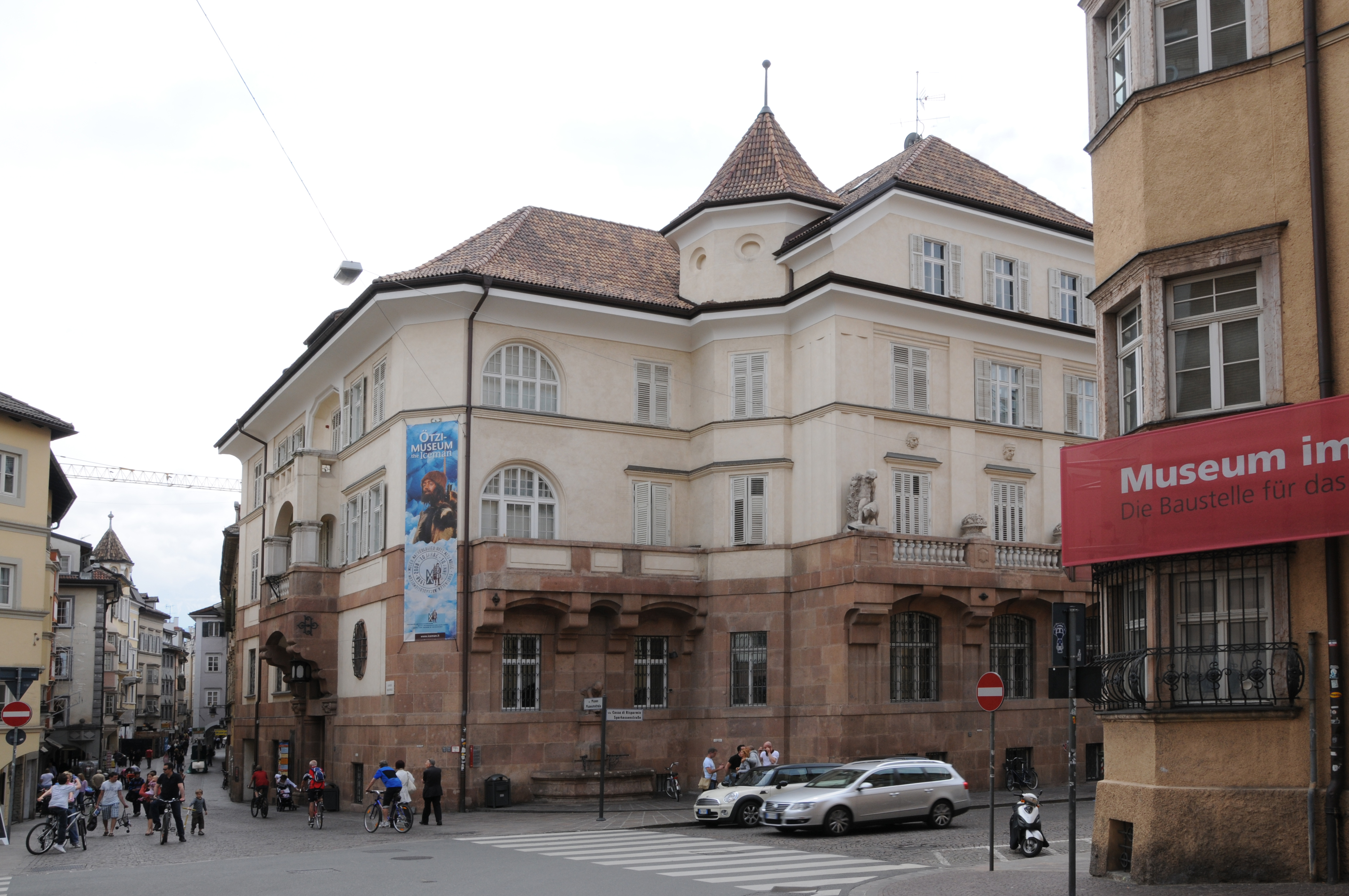
L'edificio del Museo Archeologico

Il Museo Archeologico dell'Alto Adige a Bolzano, inaugurato nel 1998, custodisce non solo la famosissima mummia di Ötzi, l'uomo venuto dal ghiaccio (3.300 a.C.) e il suo equipaggiamento di utensili, armi e indumenti, ma documenta anche la storia del territorio dal Paleolitico e Mesolitico (15.000 a.C.) fino all'epoca carolingia (intorno all'800 d.C.).
Apertura al pubblico
- aperto tutto l'anno, da martedì a domenica ore 10-18 (ultimo ingresso ore 17:30)
- in luglio, agosto e dicembre aperto anche il lunedì

## Museo di Scienze Naturali dell'Alto Adige
Il Museo di Scienze Naturali dell'Alto Adige, inaugurato nel 1997 e ospitato in uno dei palazzi più significativi di Bolzano, gli uffici di re Massimiliano I del primo Cinquecento, offre un percorso geologico, botanico e zoologico attraverso una delle regioni europee più ricche di contrasti naturali. Oltre all'esposizione permanente, arricchita di animali viventi e di un acquario corallino, il museo propone mostre temporanee a tema e un ricco ventaglio di attività didattiche.
Apertura al pubblico
- aperto tutto l'anno, da martedì a domenica ore 10-18

## Touriseum - Museo provinciale del Turismo

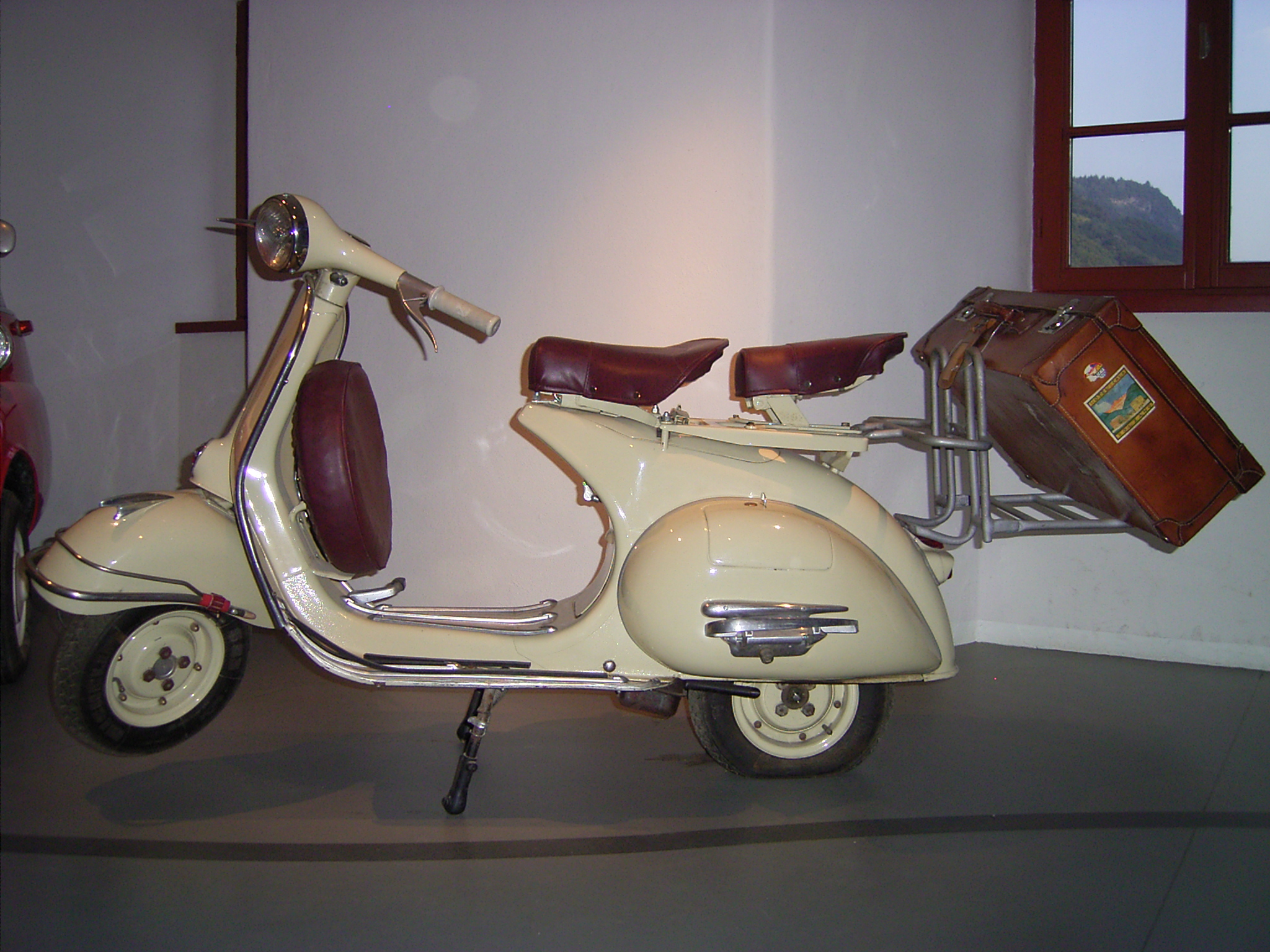
Vespa d'epoca

Un tempo residenza estiva dell'imperatrice Elisabetta di Baviera, meglio nota come Sissi, castel Trauttmansdorff presso Merano ospita oggi la sede del Touriseum, il Museo provinciale del Turismo, l'unico di tutto l'arco alpino specializzato nella storia del turismo. Il Touriseum, circondato dall'incantevole orto botanico di castel Trauttmansdorff, offre un emozionante viaggio nel tempo alla scoperta dei duecento anni di tradizione turistica del Tirolo.
Apertura al pubblico
- dal 1º aprile al 15 novembre, tutti i giorni ore 9-18 (ultimo ingresso ore 17:30)
- dal 15 maggio al 15 settembre orario prolungato ore 9-21 (ultimo ingresso ore 20:30)

## Museum Ladin Ćiastel de Tor

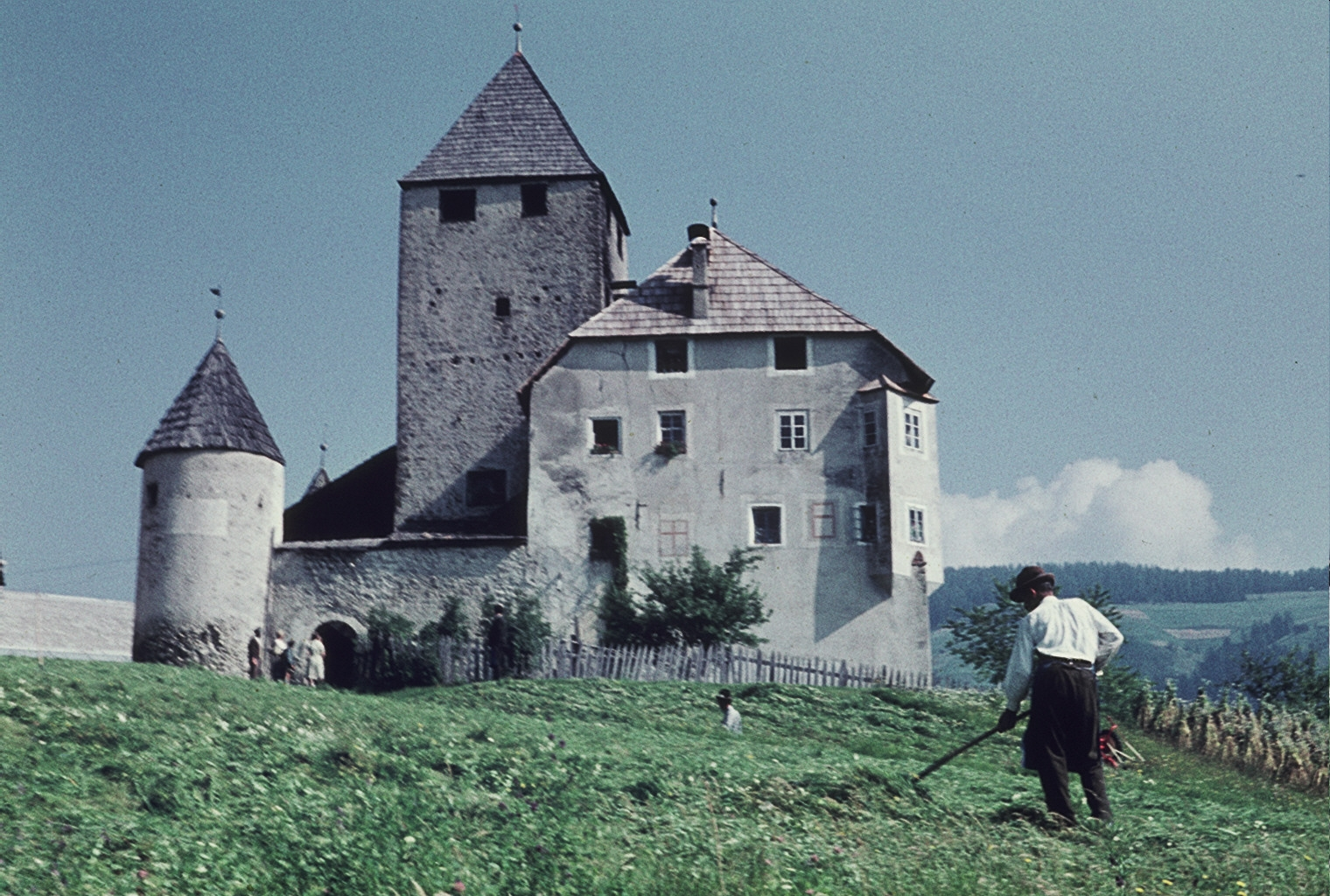
Ćiastel de Tor anni '60

Il Museum Ladin Ćiastel de Tor ha sede all´interno del Ćiastel de Tor di San Martino in Badia, famoso per la sua caratteristica torre e luogo di riferimento storico e geografico degli oltre trentamila ladini dolomitici. Il museo, inaugurato nel 2001, riassume in sé le tante anime delle valli ladine e dà preziose informazioni sulla storia, la lingua, la cultura, le leggende, l'archeologia, la geologia, il turismo e l'artigianato tipici di questa popolazione.
Apertura al pubblico
- da Pasqua al 31 ottobre: da martedì a sabato ore 10-17, domenica ore 14-18
- Luglio ed agosto: da lunedì al sabato ore 10-18, domenica ore 14-18
- dal 26 dicembre al 6 gennaio: ogni giorno dalle 15 alle 19
- dal 10 gennaio fino a Pasqua: giovedì, venerdì e sabato dalle 15 alle 19

## Museo provinciale degli usi e costumi

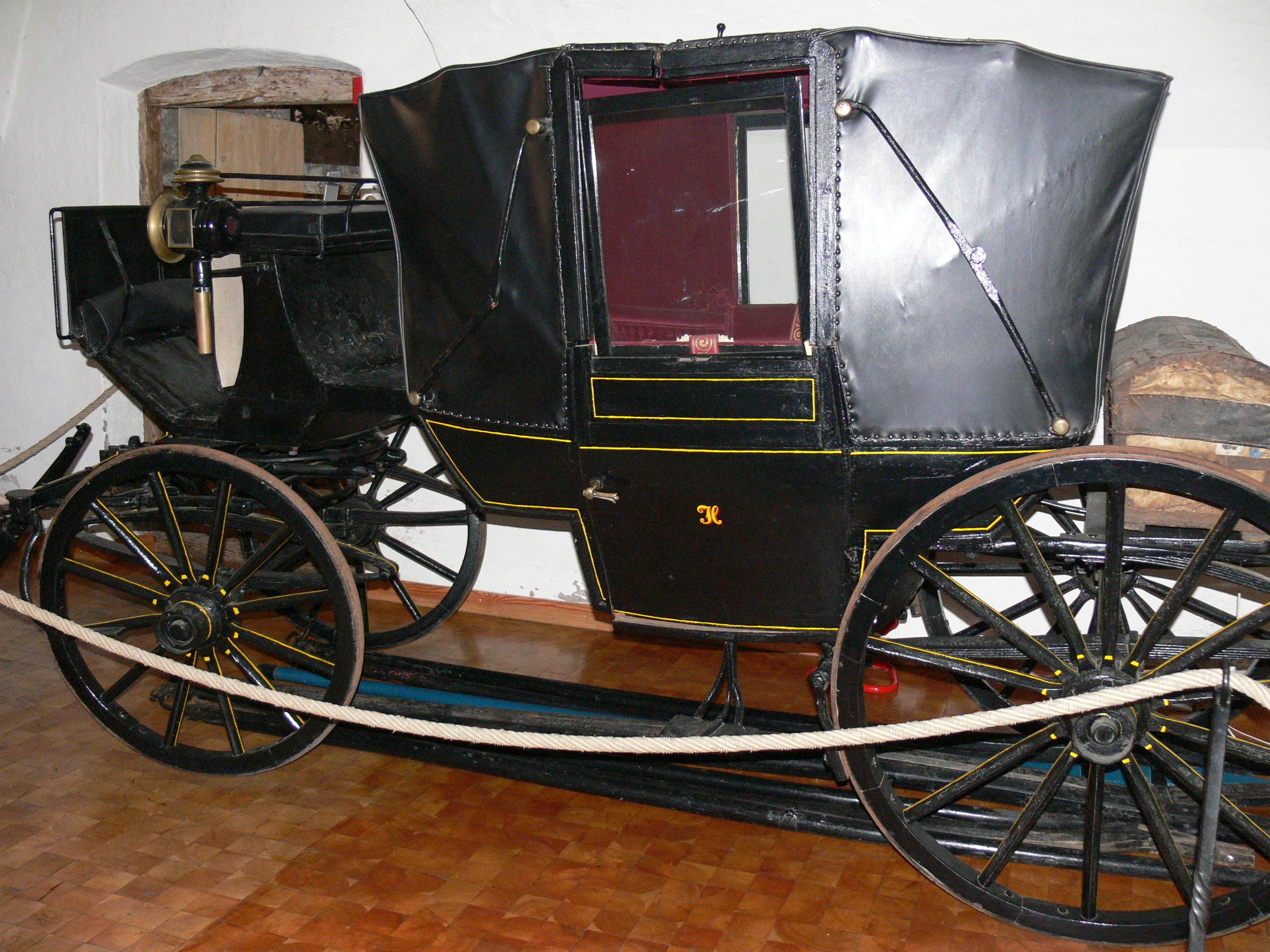
Esempio di carrozza custodita all'interno del museo

Il Museo degli usi e costumi a Teodone (Dietenheim) presso Brunico comprende una ventina di masi rappresentativi delle diverse abitazioni delle valli altoatesine: arredi e arnesi originali danno uno spaccato etnografico della vita contadina di un tempo. L'esposizione all'interno della residenza Mair am Hof illustra la vita della nobiltà terriera e le tradizioni religiose.
Apertura al pubblico
- dal 13 aprile al 31 ottobre, da martedì a sabato ore 9:30-17:30, domenica e festivi ore 14-18

## Castel Wolfsthurn Museo provinciale della caccia e della pesca
Castel Wolfsthurn a Mareta fornisce informazioni storiche e culturali sulla selvaggina, l'attività venatoria e la pesca. Il castello è collegato al paese attraverso il sentiero "Bosco e acqua", una passeggiata di un chilometro.
Apertura al pubblico
- dal 1º aprile al 15 novembre, da martedì a sabato ore 9:30-17:30, domenica e festivi ore 13-17

## Museo provinciale del vino
Situato nel cuore di Caldaro sulla strada del vino, nella zona vinicola per eccellenza dell'Alto Adige, il Museo provinciale del vino accompagna i visitatori in un affascinante viaggio alla scoperta delle varietà di vigneti locali. La collezione di utensili, torchi, contenitori di vetro e ceramica e i preziosi documenti storici fanno luce sulle tecniche e le tradizioni della vinificazione altoatesina.

## Museo provinciale delle miniere

### Mondo delle miniere Ridanna Monteneve

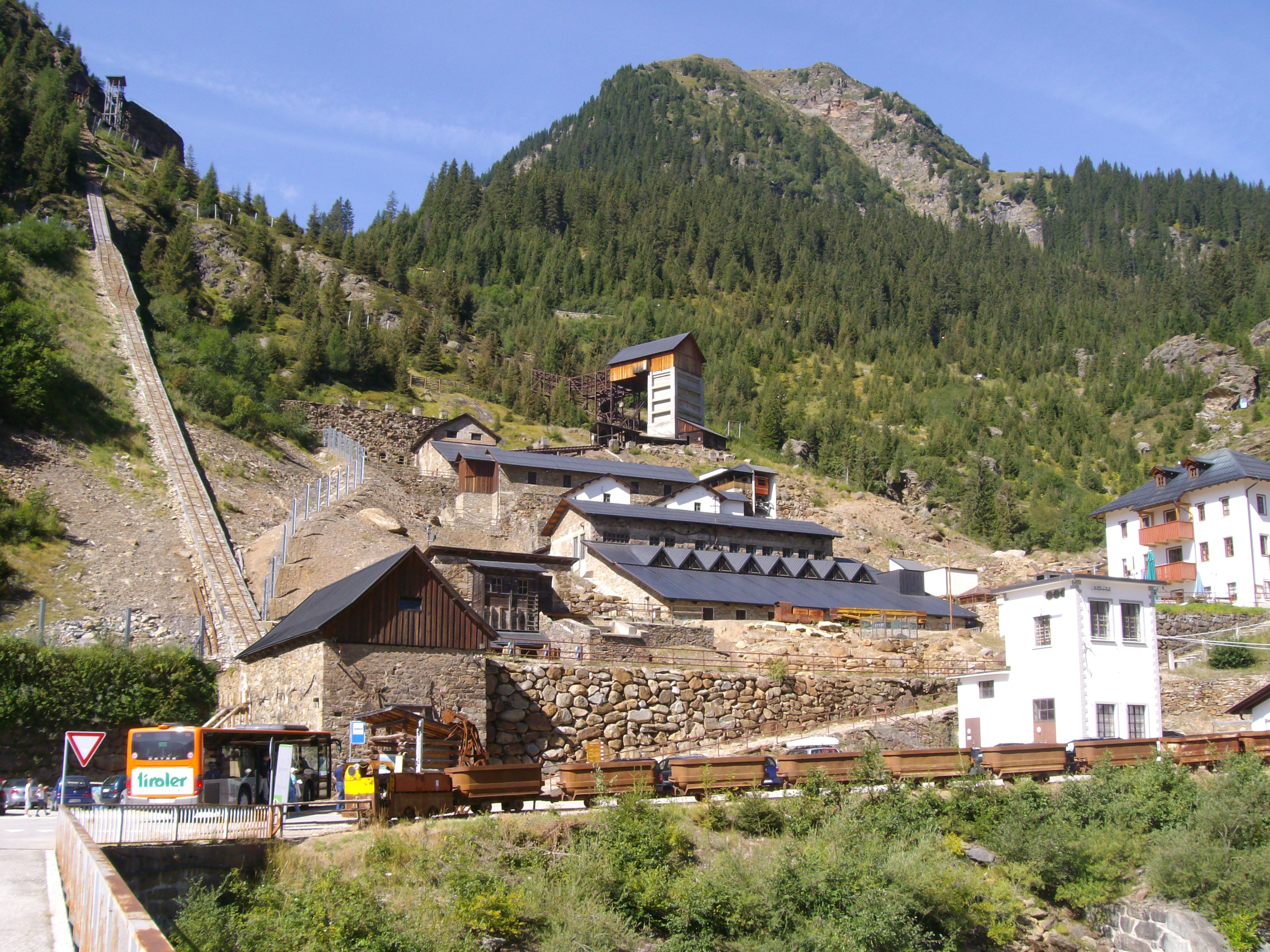
Il museo a Ridanna di Monteneve

Il giacimento minerario di Ridanna Monteneve (Ridnaun-Schneeberg) è uno dei più alti d'Europa, attestato sin dal 1242, e quello più a lungo produttivo dell'arco alpino. I numerosi impianti minerari fuori e dentro la montagna, che si erge tra la Val Ridanna e la Val Passiria, sono quasi tutti intatti. La miniera dimostrativa di Ridanna dà un'idea della dura vita dei minatori, un'escursione sottoterra nelle gallerie in disuso rende ancora più realistica e indimenticabile questa esperienza.
Apertura al pubblico
- dal 1º aprile all'8 novembre, da martedì a domenica ore 9:30-16:30
- in agosto e nei festivi aperto anche il lunedì

### Avventura in miniera Monteneve Passiria
L'area mineraria di San Martino in Passiria-Monteneve (Schneeberg) è costituita da un villaggio di minatori a 2.355 metri sul livello del mare e dalla zona di estrazione dismessa, raggiungibile solo a piedi dalla Val Passiria. Da San Martino si dirama una serie di sentieri informativi e percorsi esplorativi, sia all'aperto sia sotterranei.
Apertura al pubblico
- dal 15 giugno al 15 ottobre

### Museo delle miniere granaio Cadipietra
A Predoi in Valle Aurina l'estrazione del rame risale a più di cinquecento anni fa. Dall'autunno 2000 il granaio di Cadipietra (Steinhaus), dispensa del giacimento, ospita un museo minerario, in cui è esposta la collezione della famiglia Enzenberg.
Apertura al pubblico
- dal 1º aprile al 31 ottobre, da martedì a domenica ore 9:30-16:30, giovedì orario prolungato ore 9:30-22
- dal 26 dicembre a marzo, martedì e mercoledì ore 9-12 e 15-18, giovedì ore 15-22, sabato ore 15-18, domenica ore 14-18

### Museo delle miniere Predoi

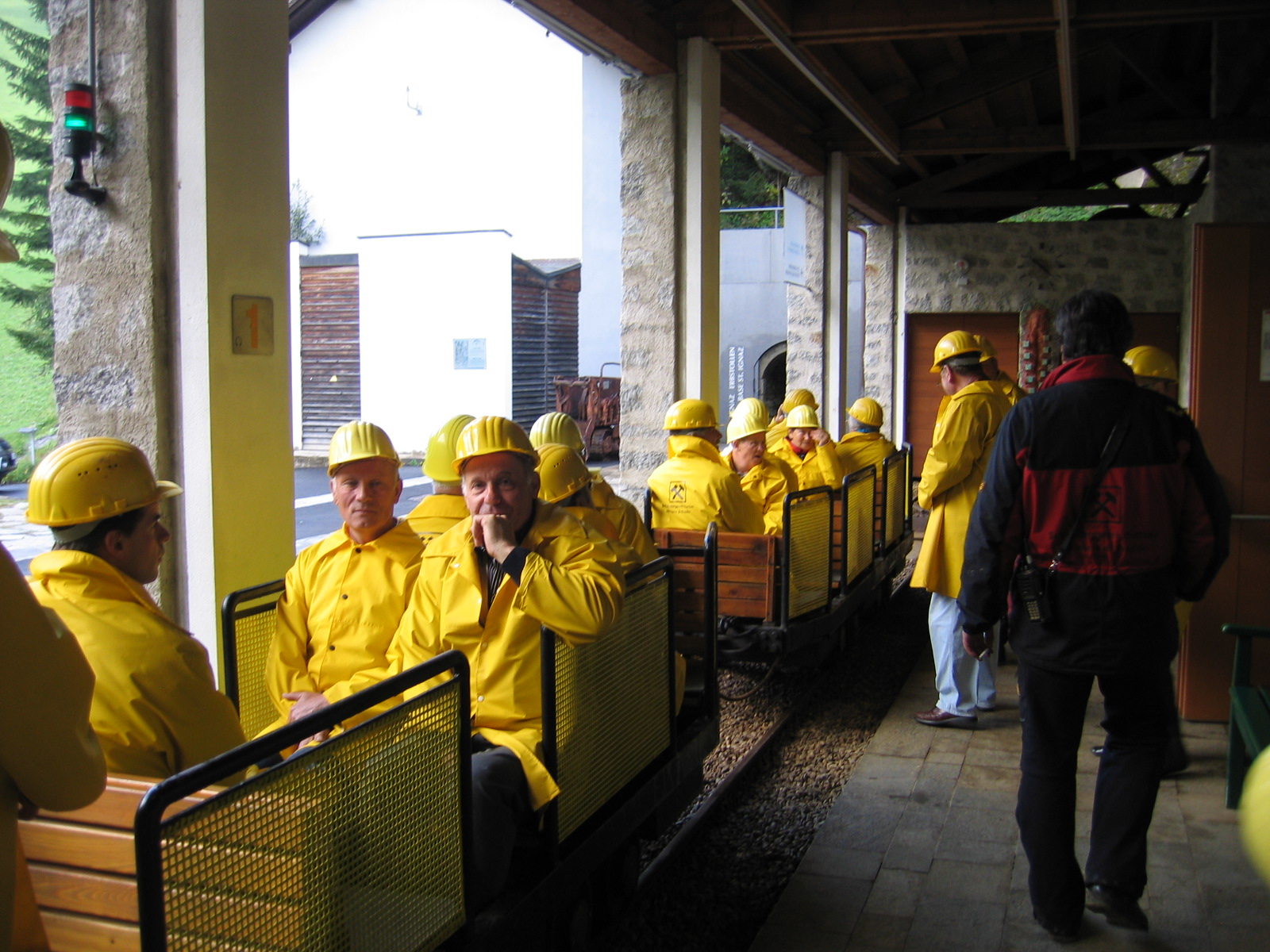
Esempio del trenino che conduce all'interno delle iniere

La miniera di Predoi, ancora intatta, illustra la storia dell'estrazione e lavorazione del rame. Armati di elmetto e apposita mantellina, i visitatori si addentrano nella montagna alla scoperta del lavoro in miniera, a bordo del trenino usato un tempo dai minatori.
Apertura al pubblico
- dal 1º aprile al 31 ottobre, da martedì a domenica ore 9:30-16:30 (ultima visita guidata ore 15:00)
- in agosto e nei festivi aperto anche il lunedì

### Centro climatico Predoi
Le gallerie climatiche offrono ad adulti e bambini con problemi alle vie respiratorie un microclima estremamente benefico, grazie all'aria quasi priva di allergeni, polveri e pollini.
Apertura al pubblico
- dal 1º aprile al 31 ottobre, solo su prenotazione

## Il Forte di Fortezza
Si tratta di uno sbarramento difensivo di notevoli dimensioni edificato fra il 1833 ed il 1838 e dimessa nel 1991.
Presso il forte si sono svolte diverse mostre internazionali, come  la mostra internazionale dell'arte Manifesta 7 e Labirinto Libertà . Il massiccio intervento di sistemazione che porta la firma degli architetti Markus Scherer e Walter Dietl, vinse nel 2010 il primo del rinomato Premio di architettura "Città di Oderzo".
Attualmente la fortezza ospita il punto informativo per la galleria di base del Brennero e una mostra permanente, con il titolo franzensfeste. la fortezza che mette in risalto le peculiarità della fortezza.
A dicembre 2013 la provincia ha acquisito in anticipo definitivamente dall'agenzia del demanio la fortezza austro-ungarica includendola nel novero dei musei provinciali. Attualmente usata come spazio espositivo per mostre.